# Raionul Vîșhorod, Kiev
Vîșhorod (în ucraineană Вишгородський район, transliterat: Vîșhorodskîi raion) este un raion în regiunea Kiev, Ucraina. Are reședința la Vîșhorod.
Are o suprafață de 6.913,4 km². Populația este de 130.100 locuitori, determinată în 2020.